# Melanerpes
Melanerpes är ett släkte med fåglar i familjen hackspettar inom ordningen hackspettartade fåglar som förekommer i Nord- och Sydamerika. Det omfattar 23 arter:
- Vitspett (M. candidus)
- Kråkspett (M. lewis)
- Guadeloupespett (M. herminieri)
- Puertoricospett (M. portoricensis)
- Rödhuvad hackspett (M. erythrocephalus)
- Samlarspett (M. formicivorus)
- Guldnackad hackspett (M. chrysauchen)
- Gulögd hackspett (M. cruentatus)
- Svartmaskad hackspett (M. flavifrons)
- Colombiaspett (M. pulcher)
- Svartkindad hackspett (M. pucherani)
- Vitpannad hackspett (M. cactorum)
- Hispaniolaspett (M. striatus)
- Jamaicaspett (M. radiolatus)
- Gulkindad hackspett (M. chrysogenys)
- Gråbröstad hackspett (M. hypopolius)
- Yucatánspett (M. pygmaeus)
- Rödkronad hackspett (M. rubricapillus)
- Kaktusspett (M. uropygialis)
- Nicaraguaspett (M. hoffmanni)
- Gulpannad hackspett (M. aurifrons)
- Karolinaspett (M. carolinus)
- Karibspett (M. superciliaris)